# El ensayador

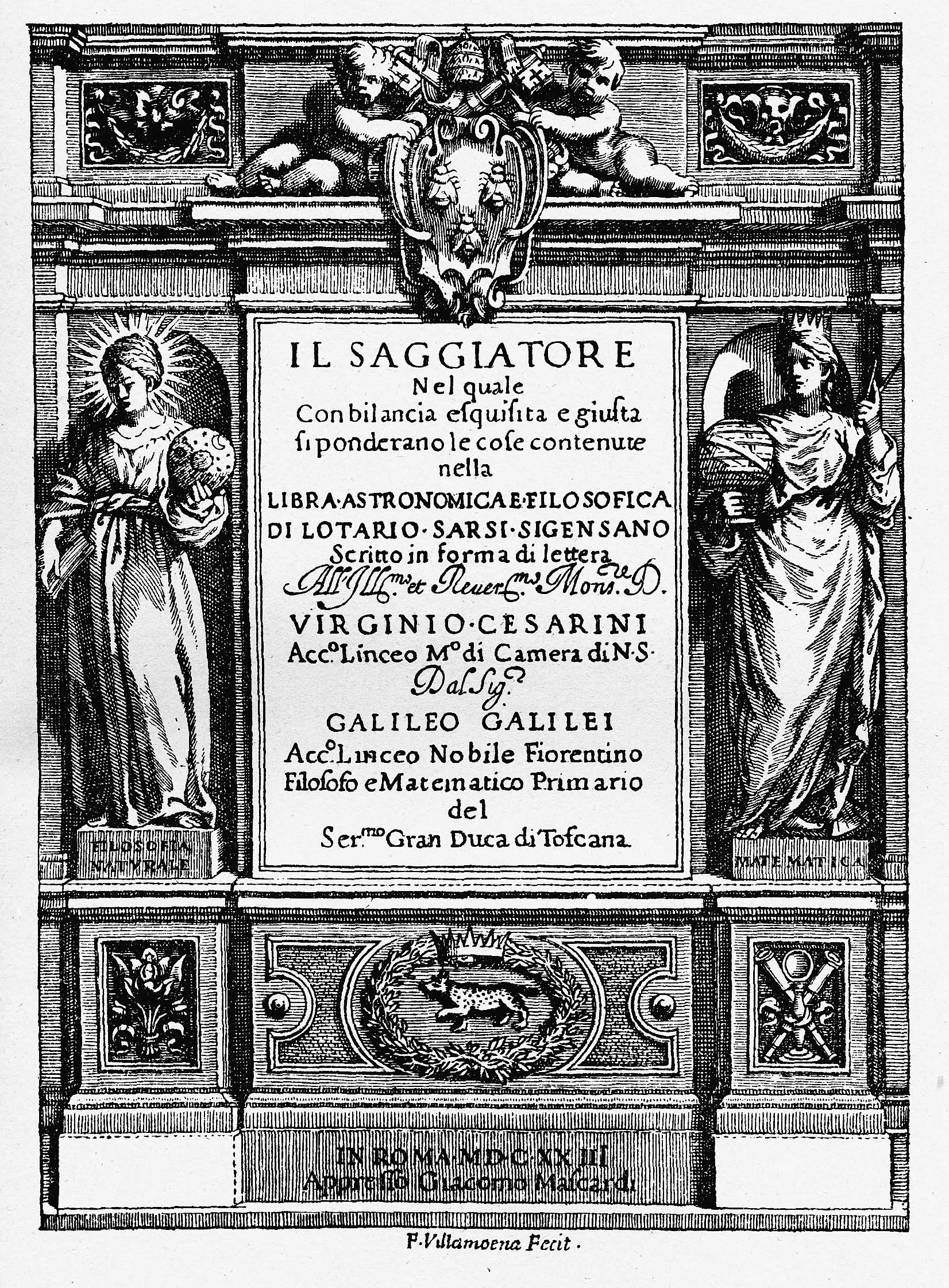
Grabado de Francesco Villamena sobre la primera página de El ensayador. Título completo: "Il Saggiatore, nel quale con bilancia esquisita e giusta si ponderano le cose contenute nella Libra astronomica e filosofica di Lotario Sarsi Sigensano", traducido: "El Ensayador, en el cual, con una balanza exquisita y justa, se ponderan las cosas contenidas en la Libra astronomica e filosofica de Lotario Sarsi Sigensano."

El ensayador (a veces traducido "El experimentador", en italiano: Il saggiatore) es un libro de Galileo Galilei, publicado en Roma en octubre de 1623. Se considera una obra pionera del método científico, al proponer que el libro de la naturaleza debe leerse con herramientas matemáticas, no con las de la filosofía escolástica, dominante en su época. Aunque se celebra su enfoque epistemológico, las afirmaciones empíricas de Galileo en el libro —como que los cometas son sublunares y sus propiedades son fenómenos ópticos— resultaron incorrectas.

## Contexto – Galileo vs. Grassi sobre cometas
En 1619, Galileo se enredó en una polémica con el padre Orazio Grassi, profesor de matemáticas en el Colegio Romano jesuita. Inició como un debate sobre la naturaleza de los cometas, pero para cuando Galileo publicó El ensayador —su última réplica—, se había convertido en una disputa sobre la propia naturaleza de la ciencia.

### Disputación astronómica
El debate comenzó en 1619 cuando Grassi publicó anónimamente Disputación astronómica sobre los tres cometas del año 1618 (Disputatio astronomica de tribus cometis anni MDCXVIII), analizando un cometa (el C/1618 W1) aparecido en noviembre de 1618. Grassi concluyó que era un cuerpo celeste ígneo que se movía en un círculo a distancia constante de la Tierra, más lejos que la Luna por su lento movimiento.

#### Sistema ticónico
Grassi adoptó el sistema ticónico de Tycho Brahe, donde los planetas orbitan el Sol, y este a la Tierra. En su Disputatio, citó observaciones de Galileo (como la superficie lunar y las fases de Venus) sin nombrarlo, argumentando que la ausencia de paralaje en los cometas indicaba su posición supralunar. Galileo nunca negó su realidad, pero cuestionó si eran ilusiones ópticas.

### Discurso sobre los cometas
Las tesis de Grassi fueron criticadas en Discurso sobre los cometas, publicado bajo el nombre del discípulo de Galileo, Mario Guiducci, aunque escrito principalmente por él. Aunque no ofrecieron una teoría definitiva, Galileo y Guiducci presentaron conjeturas erróneas (la correcta fue propuesta por Tycho). El texto insultó al jesuita Christoph Scheiner e incluyó comentarios despectivos sobre el Colegio Romano.

### La balanza astronómica y filosófica
Ofendidos, los jesuitas respondieron con La balanza astronómica y filosófica (Libra astronomica ac philosophica), firmada por el pseudónimo Lothario Sarsio Sigensano, supuesto alumno de Grassi.

### El ensayador
El ensayador fue la contundente réplica de Galileo, considerada una obra maestra de la literatura polémica que ridiculizó los argumentos de "Sarsi". Dedicado al nuevo papa Urbano VIII, fue bien recibido, especialmente por el pontífice, quien como cardenal Barberini había apoyado a Galileo y la Academia de los Linces.
Esta disputa alienó a muchos jesuitas, y aunque Galileo creyó que influyeron en su posterior condena, las pruebas son inconclusas.

## Ciencia, matemáticas y filosofía

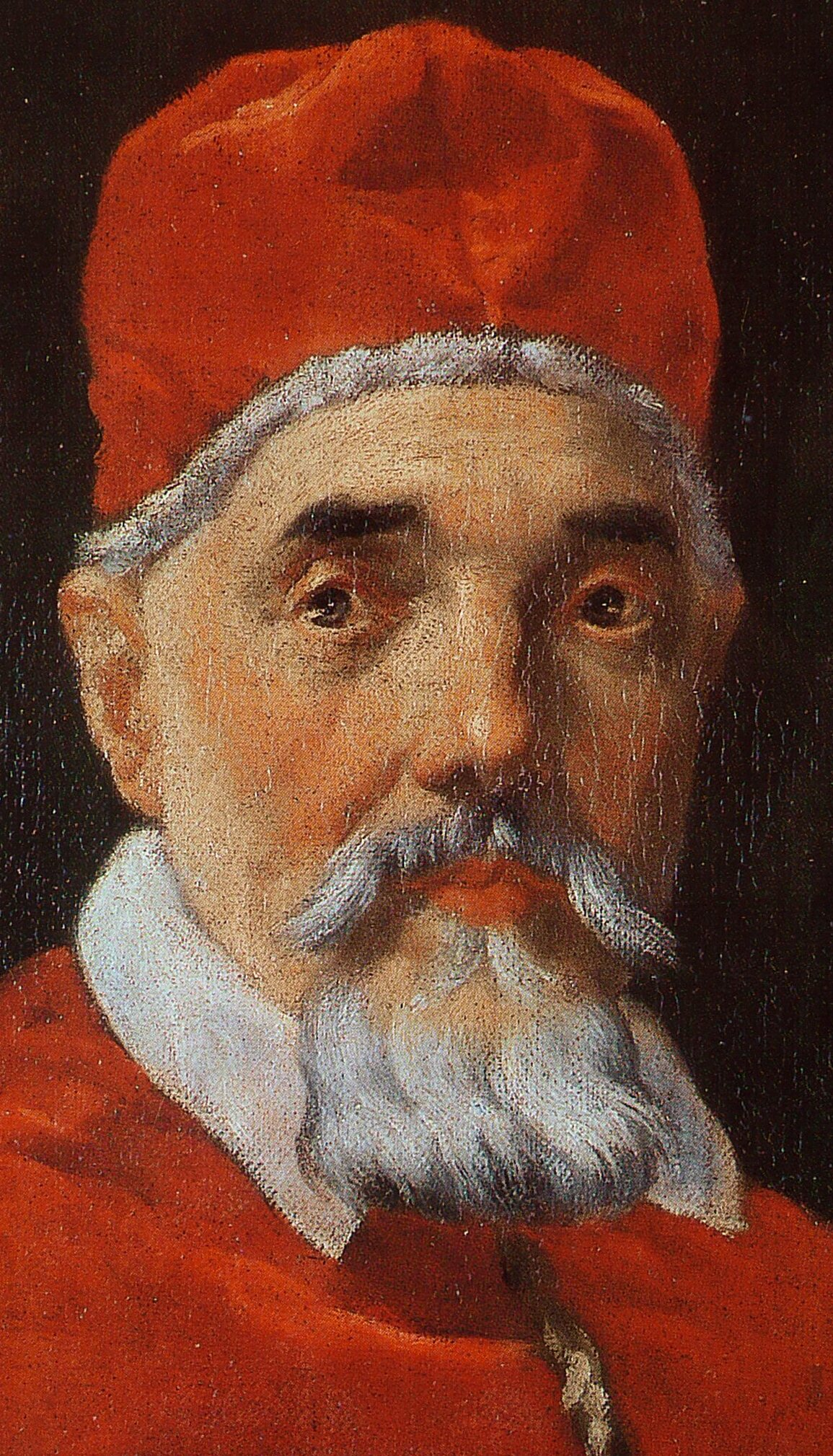
Papa Urbano VIII

Tras ser silenciado sobre el copernicanismo en 1616, Galileo vio una oportunidad en 1623 con la elección de su amigo Maffeo Barberini como Urbano VIII. El ensayador marcó un hito al definir el método científico: la naturaleza se interpreta mediante matemáticas, no solo filosofía.
La portada muestra el escudo Barberini con tres abejas. Galileo analiza las ideas del jesuita Grassi y las halla deficientes. Editado por la Academia de los Linces, el libro subraya que la filosofía natural (física) debe ser matemática. Galileo se titula "filósofo" (físico) del Gran Duque de Toscana, no solo matemático.

### El lenguaje de la ciencia
En El ensayador, Galileo afirma que las matemáticas son el lenguaje de la ciencia. Sin ellas, la verdad en física es inalcanzable. Cita célebre:

La filosofía [natural] está escrita en ese gran libro —el Universo— que está continuamente abierto ante nuestra mirada, pero no puede entenderse sin aprender primero su lenguaje y caracteres. Está escrito en lenguaje matemático, cuyos caracteres son triángulos, círculos y figuras geométricas. Sin ellos, es humanamente imposible comprender una sola palabra; sin estos, uno vaga en un laberinto oscuro.

El tono sarcástico y agudo del libro deleitó a Urbano VIII, quien en 1620 escribió un poema en honor a Galileo. Un censor, Giovanni di Guevara, declaró la obra libre de herejías.

### Fenómenos percibidos vs. reales
Galileo describió el calor como una percepción mental: propiedades como calor, presión u olor son aparentes, causadas por el movimiento de partículas (fenómeno real). También teorizó que olores y sabores surgen de partículas liberadas por las sustancias, idea correcta pero no probada hasta después.

... sobre la proposición "el movimiento es causa del calor"... sospecho que el común tiene un concepto muy alejado de la verdad. Creen que el calor es un fenómeno real o propiedad... que reside en el material que nos calienta.

Cuando concibo una sustancia corpórea, inmediatamente pienso en su forma, tamaño, lugar, movimiento o reposo, contacto con otros cuerpos... Pero cualidades como color, sabor u olor no las atribuyo necesariamente. Sin sentidos, la razón jamás llegaría a ellas... Si se elimina al ser vivo, estas cualidades se aniquilarían.

Esas partículas mínimas... pueden entrar por las fosas nasales y golpear protuberancias, instrumentos del olfato; su contacto... es percibido como agradable o no según su forma, velocidad o cantidad.